# Викри (село)
Викри́ (дарг. Вихъри) — село Каякентского района Республики Дагестан в России. Входит в Нововикринский сельсовет.

## Географическое положение
Расположено на склоне горы Сенгерламуза, в административном отношении принадлежит Каякентскому району, а географически расположено в качестве «анклава» на территории Дахадаевского района, в 41 км к юго-западу от города Избербаш.

## История
Согласно преданию, в селе похоронены два брата, убитые на войне с монголами. В селе также найдена могила, датируемая 1458-1459 годами.
Постановлением от 26.05.1978 года перечислено из состава Дахадаевского района в Каякентский, в связи с переселением большей части населения в село Новые Викри.

## Население
По переписи 2002 года в селе проживало 65 человек. 
| 1888 | 1895 | 1926 | 1939 | 1970 | 1989 | 2002 |
| ---- | ---- | ---- | ---- | ---- | ---- | ---- |
| 925  | ↘909 | ↘834 | ↗880 | ↗916 | ↘235 | ↘65  |
| 2010 | 2021 |      |      |      |      |      |
| ↘24  | ↘19  |      |      |      |      |      |